# Pribišje
Pribišje – wieś w Słowenii, w gminie Semič. W 2018 roku liczyła 23 mieszkańców.